# Viscum tuberculatum
Viscum tuberculatum är en sandelträdsväxtart som beskrevs av Achille Richard. Viscum tuberculatum ingår i släktet mistlar, och familjen sandelträdsväxter. Inga underarter finns listade i Catalogue of Life.